# Wolfgang Perner
Wolfgang Perner (Ramsau, 17 de septiembre de 1967–1 de octubre de 2019) fue un deportista austríaco que compitió en biatlón.
Participó en cuatro Juegos Olímpicos de Invierno, entre los años 1994 y 2006, obteniendo una medalla de bronce en Salt Lake City 2002, en la prueba de velocidad.

## Dopaje y suspensión
Durante los Juegos Olímpicos de Turín 2006, se le acusó de posible dopaje al ser hallados, en una redada policial, aparatos para el análisis y transfusión de sangre en el piso de la Villa Olímpica donde residía junto con otros miembros de los equipos de biatlón y esquí de fondo austríacos. Perner fue excluido del equipo nacional. Un año más tarde, el COI anunció la suspensión de por vida de los atletas involucrados y dio por anulados sus resultados en esos Juegos.

## Palmarés internacional
| Juegos Olímpicos | Juegos Olímpicos                | Juegos Olímpicos  | Juegos Olímpicos |
| Año              | Lugar                           | Medalla           | Prueba           |
| ---------------- | ------------------------------- | ----------------- | ---------------- |
| 2002             | Salt Lake City (Estados Unidos) | Medalla de bronce | Velocidad        |